# Brevianta perpenna
Brevianta perpenna is een vlinder uit de familie van de Lycaenidae. De wetenschappelijke naam van de soort werd als Thecla perpenna in 1887 gepubliceerd door Godman & Salvin.